# Манда (народ, Танзания)
Манда — этническая и языковая группа, расположенная в округе Людева в регионе Иринга и северном регионе Рувума на юге Танзании, вдоль восточного берега озера Малави. В 2002 году численность населения Манда, по оценкам, составляла 22 000 человек. Некоторые из них жили в землях Гуа и Мкваджуни, округ Чунья в регионе Мбея. Они также встречаются в районах, где ведётся рыболовство, таких как водохранилище Мтера, Нюмба-я-мунгу, Млимба и т. д. Народ Манда произошёл от Нгони.